# 包摂条項
包摂条項（ほうせつじょうこう、英語: inclusion rider）または公正条項（こうせいじょうこう、英語: equity rider）とは、俳優が出演契約を結ぶ際に付帯条項（rider）の追加を要求し、職場の包摂性（inclusion）を確保する権利のこと。つまり役者が出演契約を交わす際に、その作品におけるキャストとスタッフの多様性を確保するよう求める条項である。海外ではインクルージョン・ライダーの言葉でよく知られる。
ブラック・ライヴズ・マター運動やフェミニズムなどが世界的な広がりを見せる中、ハリウッドの新しい条項となった。

## 概要
南カリフォルニア大学コミュニケーション学部教授のステイシー・スミスとワシントンD.C.の弁護士のカルパナ・コタガルによって提唱された。これは「スクリーン上に描かれる世界が私たちの住む世界のように見える」ことを保証するであろう、とスミスは述べている。
2018年、女優のフランシス・マクドーマンドが第90回アカデミー賞の受賞スピーチをこの言葉で締めくくったことにより、注目を集めた。
彼女はハリウッドにおけるパワーバランスが実際に変わり始めたことを示唆しており、製作現場に少数人種や性別比、性的少数者の存在を反映させることが目的であった。
それは主要キャストに限らず、映画クルーやエキストラ、制作スタッフに対しても同じことを求めるものである。
それ以降、マイケル・B・ジョーダン主演『黒い司法 0%からの奇跡』の契約時に実際に使用されたことをきっかけに、俳優のベン・アフレックとマット・デイモンが共同で設立した製作会社でも採用。女優ブリー・ラーソンも積極的に取り入れている。
なお2020年には、マクドーマンドとアジア人女性監督のクロエ・ジャオがタッグを組み、自身が主演とプロデューサーを務める形で『ノマドランド』を製作した。本作は、キャストのほとんどが車上生活を送っている人々であり、マクドーマンドは自らの手でインクルージョン・ライダーを作品として実現させた。